# 숙정문
숙정문(肅靖門)은 조선의 수도인 한양의 4대문(大門) 중의 하나로 북쪽의 대문이다. 북대문(北大門)이라는 속칭이 있으나, 이는 근대에 와서야 불린 이름이다. 서울특별시 종로구 삼청동(三淸洞) 산 2-1번지(북악산 동쪽 고갯마루(근정전동쪽)에 있다.
숙정문은 음양오행상 水, 智를 상징하는 북대문으로서, 1396년(태조 5년) 9월 도성의 나머지 삼대문과 사소문(四小門)이 준공될 때 함께 세워졌다. 그러나, 풍수지리설에 의해 북문을 열어 놓으면 음기(淫氣)가 침범하여 서울 부녀자들의 풍기가 문란해 진다고 하고, 실제 사람의 출입이 거의 없는 험준한 산악지역에 위치하기도 한 바, 다른 한양도성 문과는 달리 실질적인 성문의 기능은 하지 못하다 1413년 폐쇄되었다. 대신 숙정문에서 약간 서북쪽으로 위치한 창의문(彰義門) 인근, 오늘날의 상명대학교 인접한 지역에 홍지문(弘智門)을 내어 그쪽을 통해 다니게 하고, 실질적인 북대문의 역할을 하게 하였다. 이로 인해, 원칙적으로 위치상·명목상의 북대문은 숙정문(肅靖門)이나, 오행상·기능적인 북대문은 홍지문(弘智門)으로 여기기도 한다.

## 이름 유래
원래 이름은 숙청문(肅淸門)으로, 도성 북쪽에 있는 대문이라 하여 북대문·북문·북청문 등으로도 불렸다. 후에 맑을 청(淸)에서 삼수변을 설 립(立) 자로 대체한 꾀할 정(靖)으로 표기가 바뀌어 숙정문(肅靖門)으로 처음 기록에 등장하는 것은 1523년(중종 18)이다. 숙청문이라는 표현은 1703년을 마지막으로 더는 나타나지 않는다.
숙정문은 남대문인 숭례문과 대비하는 북대문으로 '엄숙하게 다스린다'는 뜻이다. 이 문은 정월대보름 전 세 번 놀러오면 액운이 사라진다는 속설이 있어 여인들이 자주 찾았으며, 덩달아 사람들의 발길이 많아졌다고 한다.

## 역사
1396년(태조 5년) 9월 다른 성문과 함께 지어졌다. 그러나 지어진지 17년 후인 1413년(태종 13년)에는 경복궁의 지맥을 보전해야한다는 풍수학자 최양선(崔揚善)의 상소로 창의문과 함께 폐쇄하고 길에 소나무를 심어 통행을 금지하였는데, 이러한 사실은 신증동국여지승람에도 잘 나타난다. 풍수지리적으로 깊은 산 속 음방(陰方)에 있기에 이를 열어두는 것이 도성내 아녀자들의 풍속을 음란하게 한다는 믿음도 <오주연문장전산고>에 나타난다. 1504년(연산군 10년)에는 숙정문을 없애고 오른쪽에 새로이 문을 세우라고 명하였으나, 실제로 문을 옮겼는지 여부는 알 수 없다.
15세기 초에 폐쇄된 숙정문은 국가적으로 특별히 이용해야 할 이유가 있지 않을 때를 제외하고는 이후 조선왕조가 멸망할 때까지 사용되지 않았다. 정조대에 방어는 훈련도감이 담당하였는데, 그 체계는 정문이 아닌 간문의 것을 따랐다. 문루가 무너진 후에도 새로 문루를 조성하지 않고, 문짝만 보존하였다.
통행로의 기능을 하지 못했고 산 속에 있었기 때문에, 일제강점기가 전차 선로를 부설한다고 성곽을 훼철할 때 피해를 입지 않았다. 따라서 현재까지 양쪽 성곽이 온전히 보존된 유일한 문으로 남아있다. 1963년 1월 21일 서울성곽에 포함되어 사적 제10호로 지정되었다. 1968년 1·21 사태 이후 청와대 경비를 위해 일반인의 접근을 금지하다가, 2006년 4월 1일 인근의 성곽 탐방로 1.1km 구간과 함께 다시 일반에 개방하였다. 지금의 숙정문 목조 누각은 소실되었던 것을 1976년에 복원한 것이며, 현판의 글씨는 박정희 전 대통령이 쓴 것이다.

## 기능
숙정문은 통행로의 기능은 하지 못하고, 국가적이 공역에 특별한 목적으로만 사용되었다. 북쪽은 풍수지리적으로 음의 기운과 물의 기운이 있고 남쪽은 양의 기운과 불의 기운이 있는 까닭에, 기우제나 그에 대비되는 기청제를 지낼 때 공역에 동원되었다. 《문헌통고》에 "기우를 할 때에는 남문을 닫고 북문을 연다"고 적혀있는데, 1474년 예조에서 올린 기우요건에도 동일한 절차가 포함되었으며 1704년 정립된 기우제의 12개 절차 중 11번째 절차로서 포함되었다.

## 사진

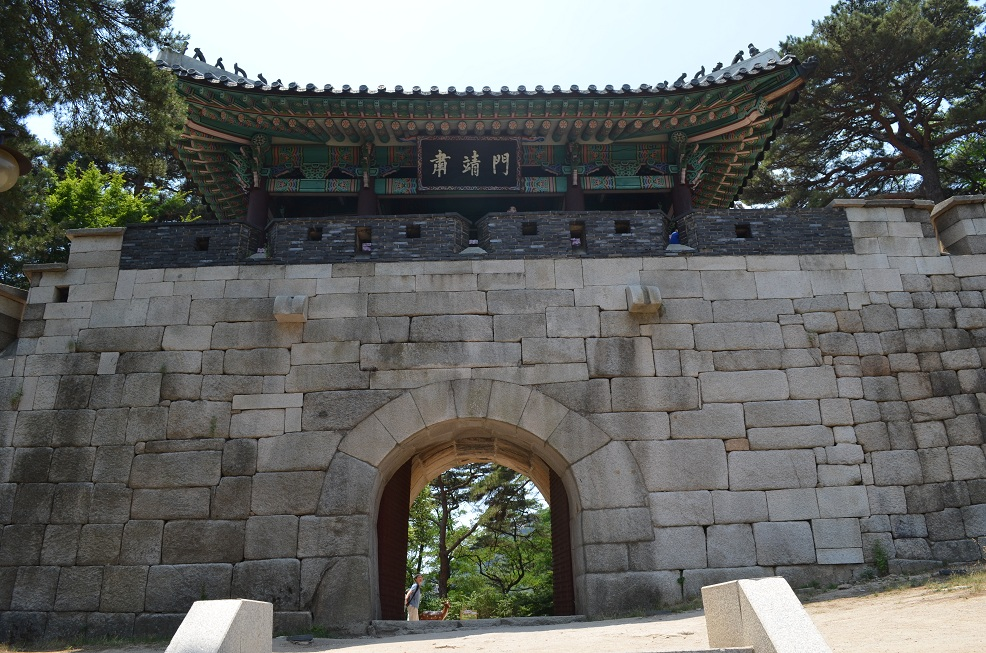
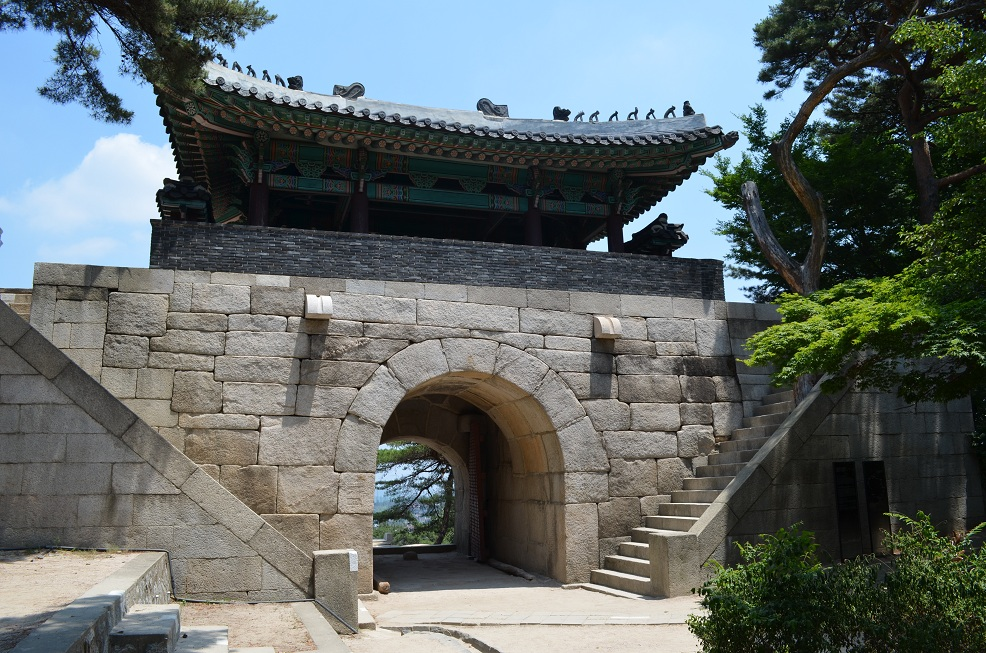
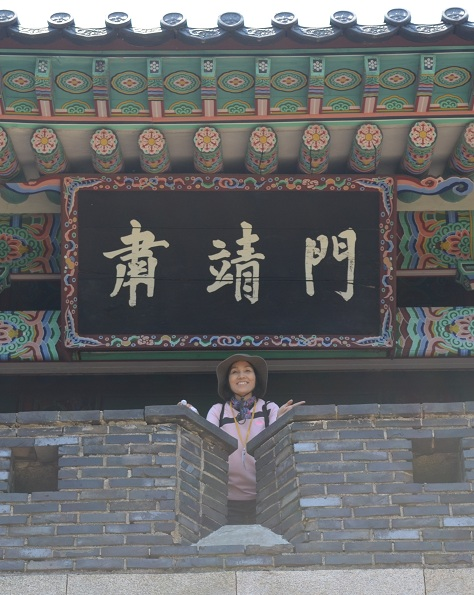
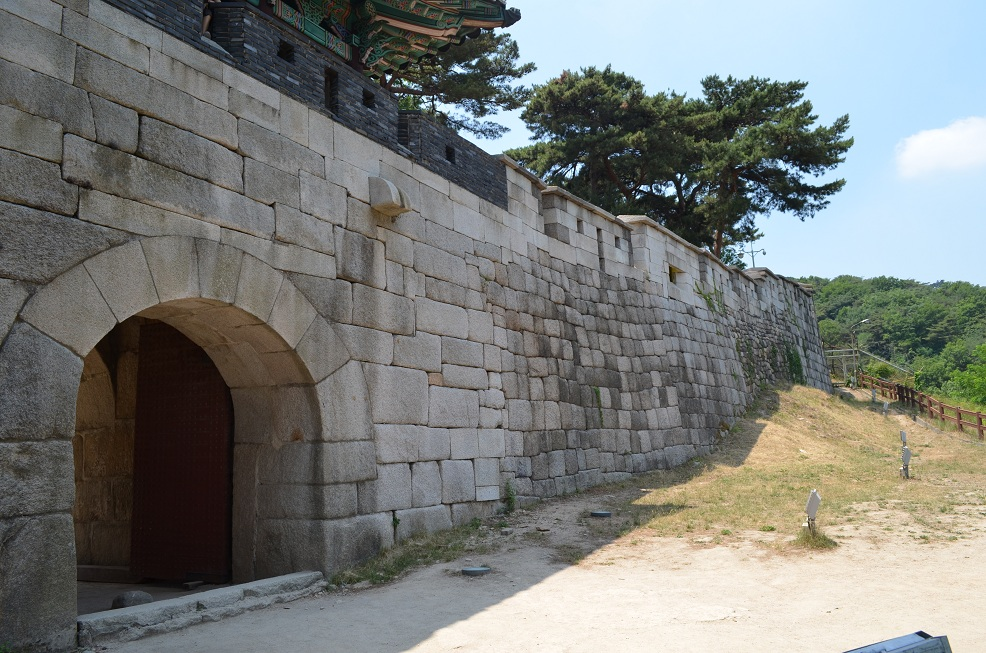
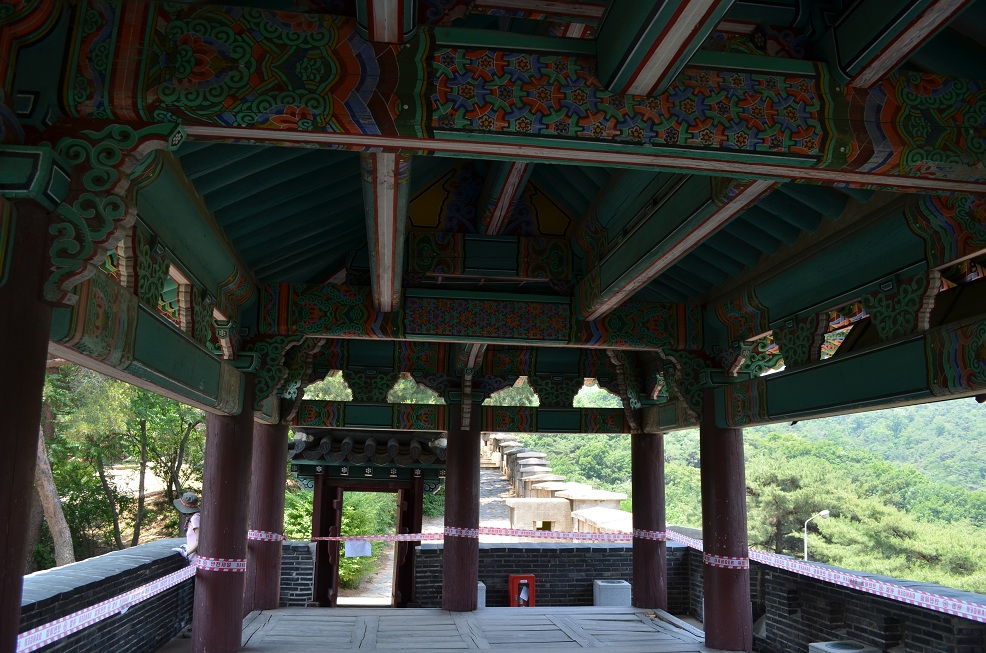
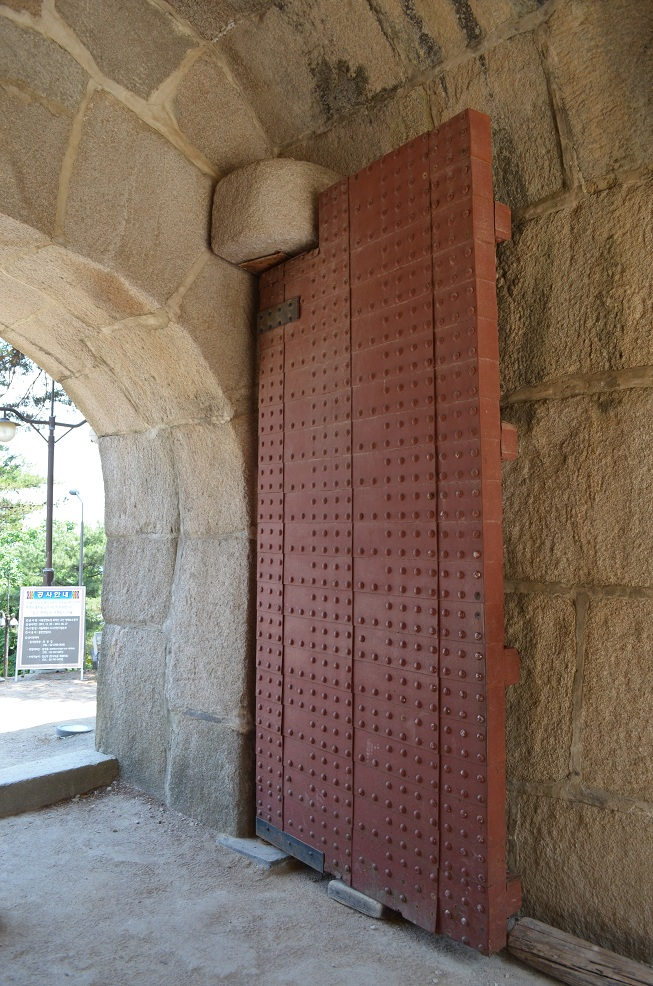
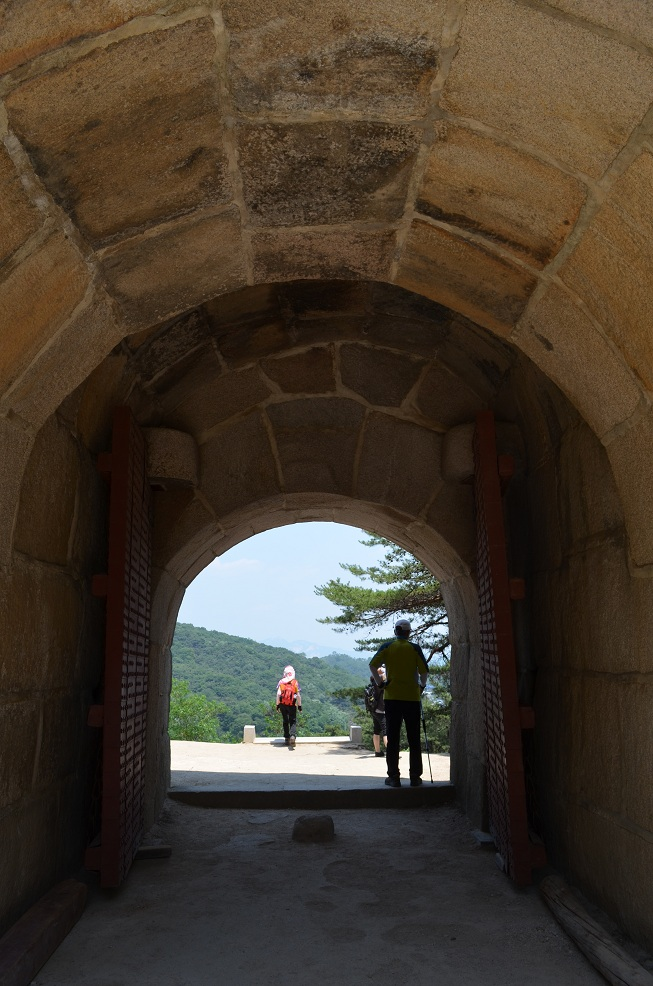
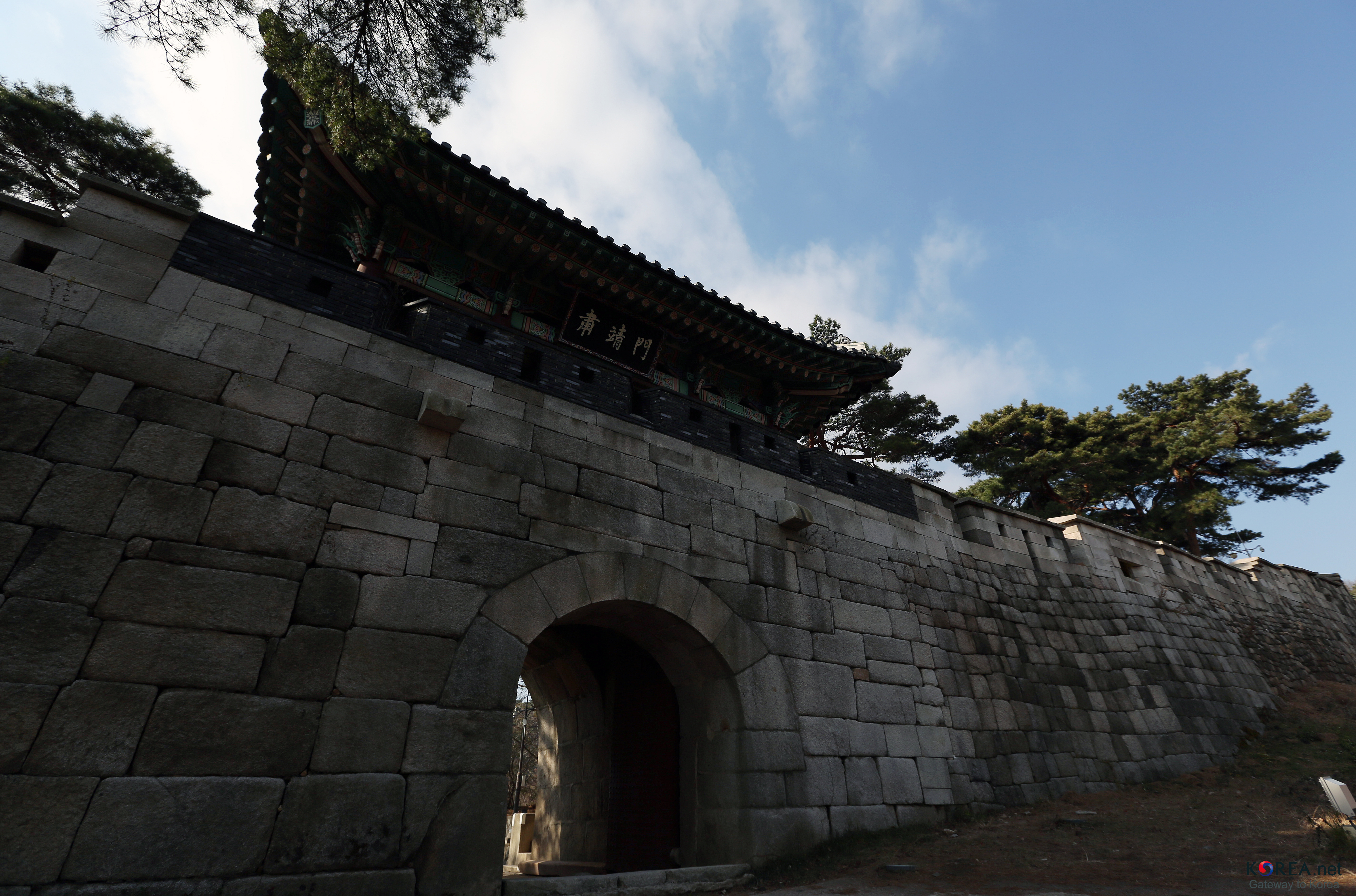

## 같이 보기
- 사대문
- 홍지문 및 탕춘대성